# ماتيوس فرنانديز
ماتيوس فرنانديز (بالبرتغالية: Matheus Fernandes؛ من مواليد 30 يونيو 1998) هو لاعب كرة قدم برازيلي يلعب لصالح نادي بالميراس البرازيلي، سبق وأن كان لاعبًا لنادي برشلونة الإسباني في مركز الوسط، قبل أن يُفسَخ عقده في عام 2021.

## روابط خارجية
- ماتيوس فرنانديز على موقع إي إس بي إن إف سي (الإنجليزية)
- ماتيوس فرنانديز على موقع قاعدة بيانات كرة القدم.إي يو (الإنجليزية)
- ماتيوس فرنانديز على موقع ليكيب (الفرنسية)
- ماتيوس فرنانديز على موقع Soccerbase.com (لاعب) (الإنجليزية)
- ماتيوس فرنانديز على موقع Soccerway.com (الإنجليزية)
- ماتيوس فرنانديز على موقع عالم كرة القدم.نت (الإنجليزية)
- ماتيوس فرنانديز على موقع AS.com (الإسبانية)